# Johnny Sample
Johnny Sample é um ex-jogador profissional de futebol americano estadunidense.

## Carreira
Johnny Sample foi campeão do Super Bowl III jogando pelo New York Jets.